# Wicked World
"Wicked World" is een nummer van de Nederlands-Amerikaanse zangeres Laura Jansen. Het nummer werd uitgebracht op haar debuutalbum Bells uit 2009. In 2010 werd het nummer uitgebracht als de derde en laatste single van het album.

## Achtergrond
"Wicked World" is geschreven door Jansen en Rob Giles en geproduceerd door Bill Lefler. Waar de voorgaande singles van Jansen ballads waren, is dit een uptempo nummer. In het nummer worden veel verwijzingen gemaakt naar sprookjes, waaronder Roodkapje, Hans en Grietje en Raponsje. Hierbij worden vergelijkingen gemaakt met Hollywood.
"Wicked World" werd een hit in Nederland. Het bereikte plaats 22 in de Top 40 en plaats 31 in de Single Top 100. Het nummer verkreeg bekendheid vanwege het gebruik in de televisieserie Floor Faber. In de bijbehorende videoclip zijn veel sprookjesfiguren te zien, die allemaal te gast zijn in een bar waar Jansen optreedt.

## Hitnoteringen

### Nederlandse Top 40
| Hitnotering: 10-04-2010 t/m 05-06-2010 | Hitnotering: 10-04-2010 t/m 05-06-2010 | Hitnotering: 10-04-2010 t/m 05-06-2010 | Hitnotering: 10-04-2010 t/m 05-06-2010 | Hitnotering: 10-04-2010 t/m 05-06-2010 | Hitnotering: 10-04-2010 t/m 05-06-2010 | Hitnotering: 10-04-2010 t/m 05-06-2010 | Hitnotering: 10-04-2010 t/m 05-06-2010 | Hitnotering: 10-04-2010 t/m 05-06-2010 | Hitnotering: 10-04-2010 t/m 05-06-2010 | Hitnotering: 10-04-2010 t/m 05-06-2010 |
| Week                                   | 1                                      | 2                                      | 3                                      | 4                                      | 5                                      | 6                                      | 7                                      | 8                                      | 9                                      |                                        |
| -------------------------------------- | -------------------------------------- | -------------------------------------- | -------------------------------------- | -------------------------------------- | -------------------------------------- | -------------------------------------- | -------------------------------------- | -------------------------------------- | -------------------------------------- | -------------------------------------- |
| Nummer                                 | 39                                     | 37                                     | 32                                     | 32                                     | 28                                     | 22                                     | 22                                     | 28                                     | 38                                     | uit                                    |

### Single Top 100
| Hitnotering: 20-03-2010 t/m 19-06-2010 | Hitnotering: 20-03-2010 t/m 19-06-2010 | Hitnotering: 20-03-2010 t/m 19-06-2010 | Hitnotering: 20-03-2010 t/m 19-06-2010 | Hitnotering: 20-03-2010 t/m 19-06-2010 | Hitnotering: 20-03-2010 t/m 19-06-2010 | Hitnotering: 20-03-2010 t/m 19-06-2010 | Hitnotering: 20-03-2010 t/m 19-06-2010 | Hitnotering: 20-03-2010 t/m 19-06-2010 | Hitnotering: 20-03-2010 t/m 19-06-2010 | Hitnotering: 20-03-2010 t/m 19-06-2010 | Hitnotering: 20-03-2010 t/m 19-06-2010 | Hitnotering: 20-03-2010 t/m 19-06-2010 | Hitnotering: 20-03-2010 t/m 19-06-2010 | Hitnotering: 20-03-2010 t/m 19-06-2010 | Hitnotering: 20-03-2010 t/m 19-06-2010 |
| Week                                   | 1                                      | 2                                      | 3                                      | 4                                      | 5                                      | 6                                      | 7                                      | 8                                      | 9                                      | 10                                     | 11                                     | 12                                     | 13                                     | 14                                     |                                        |
| -------------------------------------- | -------------------------------------- | -------------------------------------- | -------------------------------------- | -------------------------------------- | -------------------------------------- | -------------------------------------- | -------------------------------------- | -------------------------------------- | -------------------------------------- | -------------------------------------- | -------------------------------------- | -------------------------------------- | -------------------------------------- | -------------------------------------- | -------------------------------------- |
| Nummer                                 | 77                                     | 92                                     | 80                                     | 81                                     | 70                                     | 66                                     | 70                                     | 48                                     | 31                                     | 43                                     | 41                                     | 43                                     | 48                                     | 81                                     | uit                                    |

### NPO Radio 2 Top 2000
| Nummer met noteringen in de NPO Radio 2 Top 2000 | '11  | '12  |
| ------------------------------------------------ | ---- | ---- |
| Wicked World                                     | 1452 | 1813 |

1. ↑  Een vetgedrukt getal geeft de hoogste notering aan.
2. ↑  2011 was het eerste jaar met een notering voor dit nummer.
3. ↑  Deze tabel is bijgewerkt tot en met de laatste editie (2024).